# Міла Царовська
Міла Царовська (мак. Мила Царовска; 6 травня 1984, Скоп'є) — чинний міністр освіти та науки в уряді Македонії з 2020 року та колишній міністр праці та соціальної політики в уряді Македонії з 2017 року. Царовська є дипломованим соціальним працівником Інституту соціальної роботи на філософському факультеті Університету Св. Кирила і Мефодія в Скоп’є. У 2005-2015 роках — програмний координатор Асоціації медичної освіти та досліджень (HERA), а з листопада 2015 року по травень 2016 року була радником в кабінеті міністра Фросини Ременскі. Після закінчення навчання Царовська працювала в кількох громадських об’єднаннях і неурядових організаціях у сфері праці та соціального захисту.